# Felicidad conyugal
Felicidad conyugal (Семейное счастие) es una novela escrita por León Tolstói en 1858 y publicada en 1859 que se centra de manera especial en el amor verdadero: no en aquel basado únicamente en la pasión, sino en una verdadera relación de pareja con vistas al futuro.
En esta historia se toma la felicidad conyugal como un proyecto de vida, es la relación más completa y compleja que se puede dar entre un hombre y una mujer, basada en la decisión libre de unirse para ser felices.
Las obsesiones individuales, la responsabilidad y el amor frente a los demás, son claves en esta obra basada en la propia vida de Tolstói.

## Trama

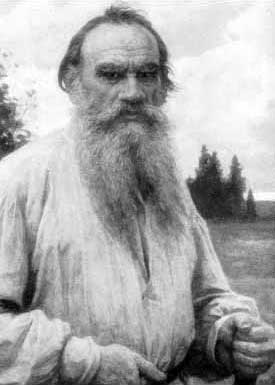
León Tolstói.

Transcurre en la Rusia del siglo XIX, y es narrada por su protagonista María Alexándrovna en primera persona, una joven de diecisiete años que se enamora de su tutor Serguéi Mijáilovich, que llega a la casa de campo de Pokróvskoye para administrar la herencia tras la muerte de su madre. María es diecinueve años más joven que Serguéi (en una conversación posterior se menciona que tiene treinta y seis), pero entre ambos surge un amor que se consuma en un dichoso matrimonio. Se casa con él, y al principio viven tiempos felices, pero su felicidad conyugal se verá afectada cuando la pareja se traslada a San Petersburgo, donde el éxito de María en la alta sociedad petersburguesa es turbado por los celos de su esposo. La relación se deteriora, pero la honestidad entre ambos se mantiene, y confesándose descubrirán nuevos sentimientos.

## Cita
"Viví muchas cosas y ahora creo que hallé lo que se necesita para ser feliz. Felicidad familiar. Una vida aislada y tranquila en el campo, con la posibilidad de ser útil para quienes es fácil hacer el bien -la gente- y que no están acostumbrados a que se lo hagan. Y un trabajo que se espera sea de utilidad. Y el descanso, la naturaleza, libros, música, amar al prójimo. Ésa es mi idea de felicidad. Y sobre todo eso, tú como compañera; niños, quizás. ¿Qué más puede desear un hombre?"

## Adaptaciones
- En 5 de mayo de 1972, TVE emitió en el espacio Estudio 1 una adaptación teatral de Marcial Suárez, con dirección y realización de Alberto González Vergel y con actuación de Fernando Delgado, María José Goyanes, Mayrata O'Wisiedo, Pastora Peña, Nélida Quiroga, José M. Navarro, Gloria Ronzy, José Yepes y José Albiach.